# Таньонки
Таньо́нки (рос. Танёнки) — присілок в Кезькому районі Удмуртії, Росія.
Населення — 80 осіб (2010; 130 в 2002).
Національний склад станом на 2002 рік:
- росіяни — 91 %

Урбаноніми:
- вулиці — Заставкова, Молодіжна, Нижня, Степаньонська, Центральна